# Centaurium capense
Centaurium capense, manja jednogodišnja zeljasta biljka iz roda kičice, porodica sirištarki. Raste po pustinjskim krajevima poluotoka Baja California i otoka Isla Socorro u Meksiku. Vrsta je opisana u System. Centaurium (Gentianac.). Mexico & Centr. Amer.: 290 (1973)
Cvjetovi ružičaste boje imaju pet latica. Vrsta je opisana prvi puta 1973.